# シュテファン・ニムケ
シュテファン・ニムケ（Stefan Nimke。1978年3月1日- ）はドイツ・メクレンブルク＝フォアポンメルン州のハーゲノヴ出身。自転車競技（トラックレース）選手。

## 経歴
2004年アテネオリンピック・チームスプリントでは、イエンス・フィードラー、レネ・ウォルフとともにドイツチームの第三走として決勝で日本（長塚智広、伏見俊昭、井上昌己）を破り金メダル獲得に貢献。さらにこの大会では1kmタイムトライアルにおいて銅メダルを獲得。また、2000年シドニーオリンピックの1kmタイムトライアルでは銀メダルを獲得している。一方、世界自転車選手権では2003年に1kmタイムトライアルで優勝の経験がある。
しかしながら、フロリアン・ルソー、シェーン・ケリー、アルノー・トゥルナン、クリス・ホイといった選手たちの壁が厚かったこともあり、1kmタイムトライアルではシルバーコレクターの存在に甘んる結果となった。シドニー五輪の同種目では大本命と目されたトゥルナンが不調だったこともあって金獲得のチャンスと思われたが、伏兵のジェイソン・クアリーに優勝をさらわれ、上記の通り銀メダルにとどまっている。加えて、チームスプリントなどの種目でも3位というケースが多い。
以後も、ブロンズコレクターにとどまるケースが続いているが、2009年のトラックレース世界選手権・1kmタイムトライアルでは、1分00秒666のタイムをマークし、同大会同種目で6年ぶりの優勝を果たした。
2010年、ローベルト・フェルステマン、マキシミリアン・レヴィとともに挑んだ世界選手権・チームスプリントにおいて、決勝で対戦したフランスの5連覇を阻止する優勝に貢献。
2011年と2012年の世界選手権では、1kmTT連覇を果たした。

## 国際競輪
国際競輪は2007年に初参加。15戦5勝の成績を挙げたが、競輪競走に対して慣れていなかったせいか、いわゆる勝ち上がり戦における勝利は初戦の京王閣における2勝にとどまり、マークについた一部の競輪選手から、「大して強くない。」というありがたくない評価を受けたこともあった。

## 主な実績
1997年
- 世界選手権
  - 1kmタイムトライアル(1kmTT) 3位

1998年
- 世界選手権
  - スプリント 3位
- UCIトラックワールドカップクラシックス
  - カリ - 1kmTT 優勝
  - ヴィクトリア - チームスプリント 優勝

1999年
- 世界選手権
  - チームスプリント 3位
  - 1kmTT 3位
- ドイツ選手権
  - 1kmTT 優勝

2000年
- シドニーオリンピック
  -  1kmTT 2位
- ドイツ選手権
  - 1kmTT 優勝

2001年
- ドイツ選手権
  - スプリント 優勝

2002年
- ドイツ選手権
  - チームスプリント 優勝

2003年
- 世界選手権
  -  1kmTT 優勝
- UCIトラックワールドカップクラシックス
  - モスクワ - 1kmTT

2004年
- アテネオリンピック
  -  チームスプリント 優勝（+ イエンス・フィードラー、レネ・ウォルフ）
  -  1kmTT 3位
- UCIトラックワールドカップクラシックス
  - アグアスカリエンテス - 1kmTT
- ドイツ選手権
  - チームスプリント 優勝

2005年
- 世界選手権
  - 1kmTT 3位
- UCIトラックワールドカップ2005-2006
  - モスクワ - スプリント & チームスプリント 優勝
- ドイツ選手権
  - ケイリン 優勝
  - スプリント 優勝

2006年
- 世界選手権
  - スプリント 3位
- ドイツ選手権
  - ケイリン 優勝
  - チームスプリント 優勝

2007年
- 世界選手権
  - チームスプリント 3位

2008年
- 北京オリンピック
  -  チームスプリント 3位
- UCIトラックワールドカップ2008-2009
  - カリ - チームスプリント & 1kmTT 優勝

2009年
- 世界選手権
  -  1kmTT 優勝
  - チームスプリント 3位
- UCIトラックワールドカップ2009-2010
  - マンチェスター - 1kmTT 優勝

2010年
- 世界選手権
  -  チームスプリント 優勝（+ ローベルト・フェルステマン、マキシミリアン・レヴィ）
- トラックレース・ヨーロッパ選手権
  - チームスプリント 優勝
- ドイツ選手権
  - 1kmTT 優勝
  - チームスプリント 優勝

2011年
- 世界選手権
  -  1kmTT 優勝
  -  チームスプリントでは、マキシミリアン・レヴィ、レネ・エンダースとともに出場し、当初は2位だったが、フランス自転車競技連盟(FFC)が2011年11月8日、グレゴリー・ボジェに対し、18ヶ月間の期間中、2回、競技外ドーピングを行わなかったとして2012年1月6日、2010年12月23日〜2011年12月22日まで1年間の出場停止処分とする内示を提示していたが、これを受け国際自転車競技連合(UCI)は、2011年のトラックレース世界選手権におけるスプリント及びチームスプリント、さらに同年のフランス選手権のスプリントにおける優勝記録を抹消することを公表した[1]ため、繰り上がって優勝となった。

2012年
- UCIトラックワールドカップ2011-2012
  - ロンドン - 1kmTT 優勝
- 世界選手権
  -  1kmTT 優勝